# 매터 오브 디그리스
《매터 오브 디그리스》(A Matter Of Degrees)는 미국에서 제작된 W.T. 모건 감독의 1990년 영화이다. 아리 그로스 등이 주연으로 출연하였고 랜달 포스터 등이 제작에 참여하였다. 1991년 9월 13일 20세기 폭스에 의해 개봉되었다.

## 출연

### 주연
- 아리 그로스
- 사라 보크

### 조연
- 마이클 밸카노프
- 존 도
- 크리스티나 해그
- 주디스 호그
- 브루스 노리스
- 웬델 피어스
- 톰 시즈모어

## 기타
- 미술: 마크 프리드버그